# Senju-ji
Le Senju-ji (専修寺), également connu sous le nom Takadayama (高田山), est le principal temple de la branche Takada du Jōdo Shinshū, secte japonaise du bouddhisme. 

## Histoire
Fondé par Shinran en 1226, le Senju-ji est plus tard nommé temple impérial (勅願寺, chokuganji). Bien que la montagne sacrée du temple (本山, motoyama) se trouve dans la ville de Tsu, préfecture de Mie, où Senju-ji a d'abord été fondé, le temple de tête (本寺, hondera) se trouve de nos jours à Takata, dans la ville de Ninomiya, préfecture de Tochigi.
Le temple est nommé d'après le chant de prière senju-nianfo nenbutsu, et à la suite du fait qu'une autre branche a construit un temple appelé Senjō-ji ; ainsi, un nom semblable mais différent a été choisi. Nommé temple impérial en 1477, Senju-ji a ensuite été élevé au statut supérieur de Monzeki-dera (門跡寺) en 1574.
De nos jours, la branche Takada compte environ 300 000 disciples.

## Source
- Louis Frédéric, Japan Encyclopedia, Cambridge, Massachusetts, Harvard University Press, 2002.